# Gamkonora
Gamkonora je sopka v severní části indonéského ostrova Halmahera. S výškou 1 635 m je jeho nejvyšší bod. Vrchol vulkánu tvoří skupina kráterů, seřazených v linii severozápad–jihovýchod. Gamkonora je poměrně aktivní, jelikož od 16. století bylo zaznamenáno přibližně tucet, zpravidla menších explozivních erupcí. Největší se odehrála v květnu 1673 a její síla dosahovala VEI 5. Vyvržený objem sopečných produktů činil zhruba jednu miliardu m³ a katastrofu doprovázela ještě vlna tsunami, která zničila pobřežní vesnice. Poslední výbuch proběhl v červenci 2007 (možná erupce menšího rázu z roku 2013 není potvrzená) a donutil 8 tisíc lidí se evakuovat.